# Raspberries (album)
| Recensione       | Giudizio |
| ---------------- | -------- |
| AllMusic         | [ 2 ]    |
| Robert Christgau | C+       |

Raspberries è il primo album discografico dell'omonimo gruppo musicale statunitense, pubblicato dalla casa discografica Capitol Records nell'aprile del 1972.
Il singolo tratto dall'album: Go All the Way fu disco d'oro (certificato il 6 novembre 1972).

## Tracce

### LP
Lato A (SK 1-11036)
1. Go All the Way (voce solista: Eric Carmen) – 3:19 (Eric Carmen, Wally Bryson)
2. Come Around and See Me (voce solista: Wally Bryson) – 3:00 (Wally Bryson)
3. I Saw the Light (voce solista: Eric Carmen) – 2:40 (Eric Carmen, Wally Bryson)
4. Rock & Roll Mama (voce solista: Dave Smalley) – 4:35 (Dave Smalley)
5. Waiting (voce solista: Eric Carmen) – 2:43 (Eric Carmen)

Lato B (SK 2-11036)
1. Don't Want to Say Goodbye (voce solista: Eric Carmen e Wally Bryson) – 5:00 (Wally Bryson, Eric Carmen)
2. With You in My Life (voce solista: Wally Bryson) – 2:45 (Wally Bryson)
3. Get It Moving (voce solista: Dave Smalley) – 2:25 (Dave Smalley)
4. I Can Remember (voce solista: Eric Carmen) – 8:00 (Wally Bryson, Eric Carmen)

## Formazione
- Eric Carmen - basso, piano, voce
- Wally Bryson - chitarra solista, voce
- David Smalley - chitarra solista, voce
- Jim Bonfanti - batteria, cori

Note aggiuntive
- Jimmy Ienner - produttore (per la C.A.M. Productions)
- Raspberries - arrangiamenti
- Jimmie Haskell - arrangiamenti strumenti a corda e strumenti a fiato
- Registrazioni effettuate al Record Plant di New York, New York
- Shelly Yakus - ingegnere delle registrazioni
- Dennie Ferrante e Greg Innamorato - assistenti ingegnere delle registrazioni
- Chandler Daniels - coordinatore Capitol
- John Hoernle - art direction copertina album
- Fred Lombardi - foto copertina album
- Ringraziamenti speciali a: Arlene Reckson, Chris Stone, George Morino e Gene Thompson[5]

## Classifica
Album
| Anno | Classifica    | Posizione raggiunta |
| ---- | ------------- | ------------------- |
| 1972 | Billboard 200 | 51                  |

Singoli
| Anno | Titolo del brano          | Classifica        | Posizione raggiunta |
| ---- | ------------------------- | ----------------- | ------------------- |
| 1972 | Go All the Way            | Billboard Hot 100 | 5                   |
| 1972 | Don't Want to Say Goodbye | Billboard Hot 100 | 86                  |